# ولیمیر زایتس
ولیمیر زایتس (کرواتی: Velimir Zajec؛ زادهٔ ۱۲ فوریهٔ ۱۹۵۶) یک بازیکن فوتبال اهل کرواسی است.
از باشگاه‌هایی که در آن بازی کرده‌است می‌توان به دینامو زاگرب و پاناتینایکوس اشاره کرد.
وی همچنین در تیم ملی فوتبال یوگسلاوی بازی کرده است.